# Bruno Diekmann
Bruno Diekmann (* 19. April 1897 in Kiel; † 11. Januar 1982 ebenda) war ein deutscher Politiker (SPD) und von 1949 bis 1950 Ministerpräsident des Landes Schleswig-Holstein.

## Leben und Beruf
Nach einer Elektrikerlehre und dem Besuch der Ingenieurschule war Diekmann als Telefonbau-Ingenieur bis 1933 Angestellter bei der „Deutsche Werke AG“ in Kiel. Nach der Machtübernahme der Nationalsozialisten 1933 kam er zunächst in „Schutzhaft“. Nach der Haftentlassung arbeitete er als Fernmeldetechniker. Ab 1939 war er Leiter der Fernsprechzentrale der Marinestation Ost. 1944 erfolgte eine neuerliche Inhaftierung im Konzentrationslager Neuengamme. Von 1951 an war er Vorstandsmitglied der „Deutschen Werke AG“.

## Partei
Diekmann war seit 1919 Mitglied der SPD und gehörte dem Ortsvorstand in Kiel an. Danker und Lehmann-Himmel charakterisieren ihn in ihrer Studie über das Verhalten und die Einstellungen der Schleswig-Holsteinischen Landtagsabgeordneten und Regierungsmitglieder der Nachkriegszeit in der NS-Zeit als Protagonisten der Arbeiterbewegung und daher als „oppositionell-gemeinschaftsfremd“. Seit 1948 gehörte er dem wirtschaftspolitischen Ausschuss der Gesamtpartei an.

## Abgeordneter
Von 1929 bis 1933 war Diekmann Stadtverordneter in Kiel.
Von 1946 bis zum 7. Januar 1954 war er Abgeordneter im Landtag Schleswig-Holstein. Vom 11. April bis zum 11. Juni 1946 leitete er dort den Ausschuss für Wirtschaft und Verkehr. Vom 10. Oktober 1950 bis zum 2. Oktober 1953 war er Fraktionsvorsitzender der SPD-Landtagsfraktion und Oppositionsführer.
Diekmann war von 1953 bis 1969 (2. bis 5. Legislaturperiode) Bundestagsabgeordneter.
Er war dort von 1953 bis 1957 (2. Legislaturperiode) Vorsitzender und von 1965 bis 1969 stellvertretender Vorsitzender des Ausschusses für Post- und Fernmeldewesen.

## Öffentliche Ämter
Am 12. Juni 1946 wurde er im Kabinett von Theodor Steltzer Minister für Wirtschaft und Verkehr. Dieses Amt hatte er bis zum 6. August 1948 inne. Am 2. Februar 1948 wurde er unter Hermann Lüdemann zusätzlich Stellvertreter des Ministerpräsidenten und übernahm auch das Amt des Ministers für Ernährung, Landwirtschaft und Forsten, das er auch nach seiner Wahl zum Ministerpräsidenten weiterführte.
Am 29. August 1949 wurde er zum Ministerpräsidenten des Landes Schleswig-Holstein gewählt. Bei der Landtagswahl 1950 verlor die SPD ihre absolute Mehrheit und erreichte nur noch 27,5 % der Stimmen. Daraufhin wählte eine Koalition aus BHE, CDU, FDP und DP den CDU-Kandidaten Walter Bartram zu Diekmanns Nachfolger.

## Sonstiges
Das Grab Bruno Diekmanns befindet sich auf dem Kieler Südfriedhof.